# 諾維格勒 (伊斯特拉縣)

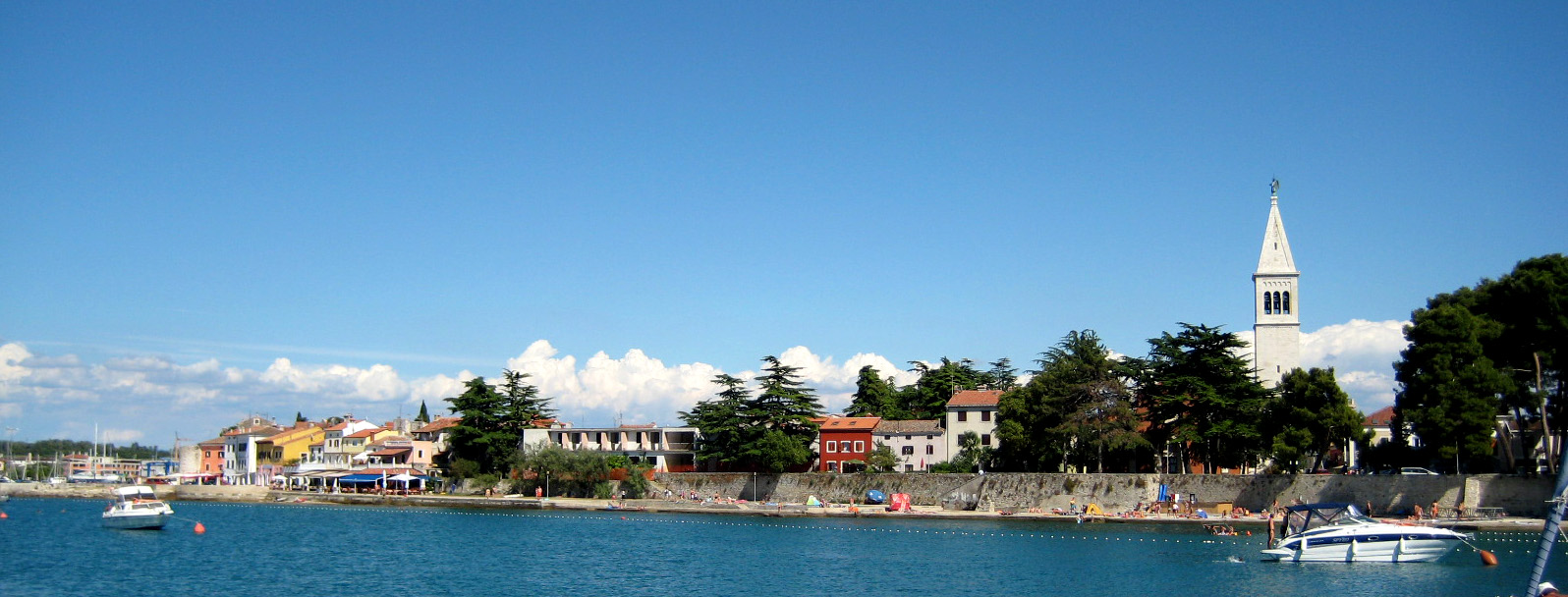

諾維格勒是克羅地亞的城鎮，位於該國西部伊斯特拉半島西岸，距離波雷奇15公里，由伊斯特拉縣負責管轄，面積27平方公里，2001年人口4,002。

## 外部連結
- Official site（页面存档备份，存于）